# El Diaglotón Enfático

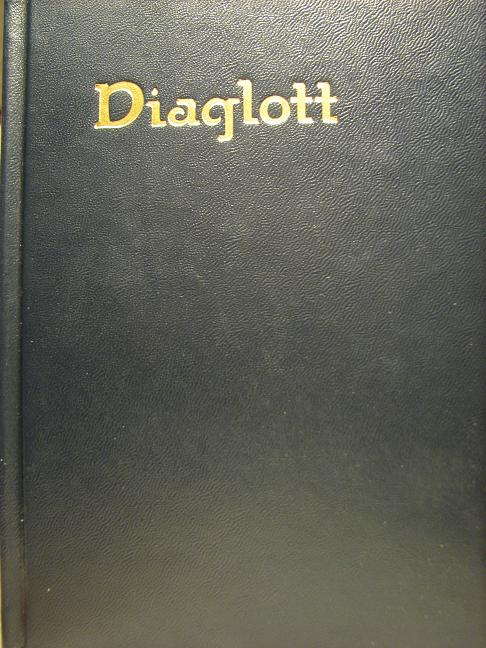
The Emphatic Diaglott, Nuevo Testamento griego con una traducción interlinear al inglés. Editado por Benjamin Wilson en 1864, (edición de 1942)

El Diaglotón Enfático (en inglés: The Emphatic Diaglott ) es una versión bilingüe (diaglott en inglés arcaizante) del Nuevo Testamento publicada por Benjamin Wilson en 1864. Se trata de una traducción interlinear en la cual aparece en una columna el texto griego acompañado por una traducción palabra por palabra al inglés y una traducción inglesa completa en la columna derecha. Su texto utiliza la versión de Johann Jakob Griesbach, basada, según la portada, en las «lecturas de críticos eminentes» y en el Manuscrito Vaticano N.º 1209.

## Historia de la publicación
La preparación e impresión de la obra fue un proyecto integral de Benjamín Wilson quien se ocupó tanto de la traducción como del aspecto técnico. Aunque Wilson preparó las placas por sí mismo, la primera edición fue publicada en 1865 por Orson Squire Fowler de «Fowler and Wells», una compañía vinculada con el movimiento religioso de los cristadelfianos.
Después de la muerte de Wilson en 1900, las placas y derechos de autor pasaron a sus herederos, a quienes los compró Charles Taze Russell, el entonces presidente de la Watch Tower Bible and Tract Society, y fundador de los Testigos de Jehová, quien consideraba que el libro lo había ayudado a entender mejor el texto bíblico. La mencionada sociedad publicó una nueva edición en 1902 y dos más en 1927 y  1942, respectivamente.
En 1952 los derechos de The Emphatic Diaglott expiraron y pasaron al dominio público; otras denominaciones, como los cristadelfianos, publicaron su propia edición, con un prefacio nuevo. La Watch Tower Society puso la edición en línea de manera gratuita a partir de 1990.

## Título
El título original del libro es The Emphatic Diaglott, el sustantivo diaglott es una forma desusada del inglés diglot (del griego δίγλωσσος, ‘de dos lenguas’ ) que significa bilingüe, en este caso una versión bilingüe interlinear de un texto, el adjetivo emphatic, indica su carácter de precisión o claridad y, este caso, el hecho de que ciertas palabras se consideran más importantes para la comprensión del sentido, por lo cual se las destaca de manera especial. Una traducción adecuada del título sería, entonces, «Versión Bilingüe Interlinear con palabras destacadas». El nombre en español de la obra proviene de las publicaciones de la Watch Tower Bible and Tract Society, la cual lo tradujo como «Diaglotón enfático», título por el cual suele ser citado.

## Contenido y recepción
La obra consta del Nuevo Testamento en una traducción inglesa y una traducción interlinear palabra por palabra, es decir que para cada palabra griega del texto, se proporciona su equivalente en inglés, si bien no siempre la misma palabra y, en ocasiones, prefiere formas arcaizantes o inusuales. En alguna ocasiones el autor emplea una palabra griega trascrita, en lugar de alguno de sus equivalentes en inglés porque estima que no existe una identidad de sentido, del mismo modo algunas palabras del texto son «enfatizadas» por medio de una tipografía especial, ya que se consideran de especial importancia. Cuenta, además, con notas a pie de página (ocasionalmente exegéticas) y un índice alfabético. Se lo ha criticado por su prejuicio respecto del texto de la Versión Autorizada, a la cual Wilson consideraba una mera copia de la Vulgata, y su preferencia por las lecturas de la familia textual «occidental»: Al ser una obra del siglo XIX, muchas de sus lecturas han sido superadas por el avance de la crítica textual.
En su momento el libro fue muy bien recibido por predicadores y estudiosos, en especial en los Estados Unidos, donde fue utilizado por numerosas comunidades de «estudiantes de la Biblia», algunas de las cuales darían origen al movimiento de los Testigos de Jehová, el cual la recomendó y usó copiosamente, no obstante señalar que consideraban erróneas algunas interpretaciones de Wilson.

## Uso de Jehová en el Nuevo Testamento
Este texto interlinear ha sido muy usado por los Testigos de Jehová y es una de las bases de su traducción bíblica llamada del Nuevo Mundo, dado que en él se utiliza “Jehová” para el nombre divino en el Nuevo Testamento, donde se ha supuesto que los copistas cristianos reemplazaron el Tetragrámaton por "Kύριος" («Señor») al tratarse de citas del Antiguo Testamento.